# Operación Pacífico
Operación Pacífico é uma novela de drama policial, produzida pela Telemundo Global Studios e Fox Telecolombia para Telemundo, e exibida desde 10 de fevereiro de 2020, substituindo El señor de los cielos 7 e sendo substituida por Enemigo íntimo 2.
É protagonizada por Majida Issa, Mark Tacher e Luciano D'Alessandro e antagonizada por Julio Bracho, Christian Tappan, Emmanuel Orenday, Jorge Zárate. Também possui participações estelares em Johanna Fadul, Klemen Novak, Shany Nadan, Cynthia Alesco e Jorge Enrique Abello.

## Enredo
Operación Pacífico acompanha a vida de Amalia Ortega (Majida Issa), uma bela e brilhante agente federal da unidade secreta de investigação da Polícia Nacional, cuja missão e objetivo pessoal é capturar Rodolfo Espinoza Roldán, vulgo "El Guapo" (Julio Bracho), um dos últimos e mais poderosos traficantes de drogas da fronteira norte do México. Para isso, Amalia deve infiltrar-se não só nas redes do narcotráfico, mas também nas redes de corrupção política nos mais altos escalões de seu país, colocando em risco sua própria vida e a de sua família.

## Elenco
- Majida Issa como la Capitán Amalia Ortega[1][2]
- Mark Tacher como el Coronel Gabriel Pedraza[1][2]
- Julio Bracho como Rodolfo Espinoza Roldán "El Guapo"[1][2]
- Christian Tappan como el Mayor Ernesto Vargas[1][2]
- Luciano D'Alessandro como Jorge Camacho[1][2]
- Klemen Novak como el Agente Bradley Jones[1][2]
- Ernesto Benjumea como el Coronel López[1][2]
- Shany Nadan como la Teniente Paula Gaitán[1][2]
- Johanna Fadul como Mariana Ortega[1][2]
- Emmanuel Orenday como Guerrero[1][2]
- Cynthia Alesco como Guadalupe Romero[1][2]
- Ronaldo Torres como el Agente Rojas
- Juan Carlos Cruz como el Agente Díaz
- Mauricio Sánchez como el Agente Arias
- Jerónimo Barón como Matías Camacho Ortega[1]
- José Ángel Castaño como Lorenzo Camacho Ortega[1]
- Jorge Enrique Abello como Maunel Mejía Montes "El Señor M."[1][2]
- Antonio de la Vega como Raúl Aparicio[1][2]
- Jorge Zárate como Ramiro Zúñiga "El Doctor"[1][2]
- Lina Cardona como Lorena[1][2]
- Brian Moreno como Hermides
- Julián Mora como Tornado
- Kike Mendoza como Barbi
- Carlos Echeverry como el Presidente Luque
- Daniel Díaz como Horacio
- Alfredo Ahnert como Zorrilla
- Roger Dugait como el Embajador Collins
- Juan Camilo Pérez como Pichi
- Luly Bossa como Madame Véronique
- Juan Carrillo como Yeison
- Constanza Gutiérrez como Mamá Gladys
- Tatiana Trujillo como Evelin
- Diana Wiswell como Susana Vega[1][2]
- Katherine Vélez como Helena Restrepo[1][2]
- Juan Carlos Arango como César Ordóñez "El Gobernador"
- Óscar Borda como Copete[1][2]
- Víctor Rodríguez como El Tuerto
- Javier Ávila Walteros como Cabo Rocha
- María Cecilia Sánchez como Valeria
- Julián Bustamante como Ávila
- Daniel Díaz como Horacio
- Alfredo Ahnert como Zorrilla
- José Restrepo como Wilson
- Néstor Alfonso Rojas como Rigoberto
- Alana Gutíerrez como Gabriela Mejía Montes "Hija del Señor M."
- Pedro Pallares como el Capitán Vera
- Toto Vega como De Castro
- Jorge López como Héctor Pulido "El Señor M." (falso)
- Gabriel Escobar como Salas
- Martha Restrepo como la Dra. Ríos
- Rafael Martínez como el Coronel Rafael Martínez
- Gill González como Virginia
- Jonathan Bedoya como el Cadete Ramón Domínguez
- Hans Martínez como Alfredo
- Vladimir Bernal como Ronaldo
- Camila Casablanca como Paramilitar
- Paula Barreto como María Elvira
- Santiago Mayorga como Milton
- Cecilia Latorre como Carmen
- Carmenza Cossio como la Dra. Ibáñez
- Monica Layton como la prima de María Elvira
- Cristian Gómez como el Juez Gordillo
- Natasha Klauss como la Jueza Amalia
- Sandra Mariño como Lucrecia Gordillo
- Conrado Osorio como el Fiscal Bustos
- Andrés Mavioly como el Mayor Tabera
- Edison Ruíz como Ramón
- José Roberto Pisano como Chávez
- Luigi Aycardi

## Exibição internacional

### Brasil
Foi disponibilizada na plataforma de streaming Globoplay em 21 de setembro de 2021.

## Produção
A novela foi apresentada e confirmada em maio de 2019 durante o Telemundo Up-front para a temporada de televisão 2019-2020, com Majida Issa e Mark Tacher confirmando sua participação como protagonistas. A produção começou a ser filmada em 21 de outubro de 2019, que, ao mesmo tempo, foi anunciado que os atores Luciano D'Alessandro e Johanna Fadul estão se juntando à produção.